# Анспах, Сольвейг
Сольвейг Анспах (исл. Sólveig Anspach; 8 декабря 1960, Хеймаэй, Сюдюрланд — 7 августа 2015[…], Réauville) — французский кинорежиссёр и сценарист.

## Биография
Родилась 8 декабря 1960 года в городе Вестманнаэйяр на острове Хеймаэй в архипелаге Вестманнаэйяр в семье Герхарда Анспаха (Gerhard Anspach; род. 10 ноября 1922, Берлин) и исландки Хёгны Сигюрдардоуттир (1929—2017), архитектора, жившей и работавшей во Франции. Её отец вместе с семьей бежал из нацистской Германии в США, где в 18 лет вступил в американскую армию и участвовал в высадке в Нормандии.
Её младшая сестра Торунн Эдда Анспах (Þórunn Edda Anspach; род. 6 августа 1964) управляла дизайнерским магазином Kisuna сначала в Рейкьявике, затем — Kisan Concept Store в Нью-Йорке. В 1990 году вместе с мужем Оливье Бремоном (Olivier Brémond) и Паскалем Бретоном основала продюсерскую компанию Marathon, в 2020 году супруги основали продюсерскую компанию Mercer Productions, среди работ которой криминальный сериал «Семейное чутьё» для France 2 и документальный фильм «Бутан: по стопам с Матьё Рикаром» (Bhoutan: dans les pas de Matthieu Ricard, 2022) для Arte.
Сольвейг большую часть жизни прожила и проработала во Франции. 
После изучения философии и клинической психологии в Париже она поступила в театральный коллеж Ля Феми и в 1989 году окончила его с дипломом режиссёра.
В 2001 году она выиграла в Каннах премию Франсуа-Шале за документальный фильм о смертной казни в Америке «Сделано в США». Её второй полнометражный фильм «Штормовая погода» был показан в программе «Особый взгляд» на Каннском кинофестивале 2003 года. В 2008 году по её сценарию снят телефильм «Луиза Мишель» для канала France 2. 
Её последний фильм «Водный эффект», завершающий в «трилогии о разорении» с её любимыми актёрами, был отмечен на Каннском кинофестивале 2016 года и удостоен премии «Сезар» 2017 года (обе посмертно).
Анспах умерла от рецидива рака груди 7 августа 2015 года в возрасте 54 лет, через несколько месяцев после съёмок. Борьбе с этой болезнью был посвящён её полнометражный дебют «Будь храброй!», вышедший более чем за полтора десятилетия до её смерти.

## Личная жизнь
Её дочь Клара Лемэр Анспах (Clara Lemaire Anspach; род. 25 октября 1995) стала сценаристом и режиссёром.

## Память
В 2018 году в Монтрё (где она прожила почти всю сознательную жизнь), в нескольких метрах от её дома открылся коллеж, получивший её имя.
В 2022 году вышел фильм «Молодые любовники» (Les Jeunes Amants) режиссёра Карин Тардье по сценарию, который Сольвейг Анспах не успела реализовать из-за болезни.

## Фильмография
| Год  | Фильм                                       | Роль     | Роль      | Примечания |
| Год  | Фильм                                       | Режиссёр | Сценарист | Примечания |
| ---- | ------------------------------------------- | -------- | --------- | --- |
| 1988 | La Tire                                     | Да       |           | Документальный фильм |
| 1989 | Par amour                                   | Да       |           | Документальный короткометражный                                                                                         |
| 1990 | Les Îles Vestmannaeyar                      | Да       |           | Документальный короткометражный                                                                                         |
| 1991 | Sandrine, une autre vie                     | Да       |           | Документальный короткометражный                                                                                         |
| 1991 | Le Chemin de Kjölur                         | Да       |           | Документальный короткометражный                                                                                         |
| 1992 | Sandrine à Paris                            | Да       |           | Документальный фильм |
| 1993 | Vizir et Vizirette                          | Да       |           | Короткометражный фильм                                                                                                  |
| 1995 | Le Toucher                                  | Да       |           | Документальный фильм Входит в Allô la Terre                                                                             |
| 1995 | Les Loups                                   | Да       |           | Документальный фильм Входит Allô la Terre                                                                               |
| 1995 | Bonjour, c’est pour un sondage              | Да       |           | Документальный фильм |
| 1995 | Sarajevo, paroles de casques bleus          | Да       |           | Документальный фильм |
| 1995 | Bistrik, Sarajevo                           | Да       |           | Документальный фильм |
| 1996 | Les Origines                                | Да       |           | Документальный фильм Входит в Allô la Terre                                                                             |
| 1997 | Le Théâtre des Marionnettes                 | Да       |           | Документальный фильм Входит в Allô la Terre                                                                             |
| 1997 | Barbara, you’re not guilty…                 | Да       |           | Документальный фильм |
| 1998 | Que personne ne bouge !                     | Да       |           | Документальный фильм |
| 1999 | Haut les cœurs!                             | Да       | Да        | Flanders International Film Festival Ghent — Best Director Nominated—César Award for Best First Feature Film            |
| 2001 | fr                                          | Да       | Да        | Документальный фильм 2001 Cannes Film Festival — François Chalais Prize                                                 |
| 2001 | Reykjavik, des elfes dans la ville          | Да       |           | Документальный короткометражный                                                                                         |
| 2002 | La Revue Deschamps Makeïef                  | Да       |           | Документальный фильм |
| 2003 | Stormy Weather                              | Да       | Да        | Nominated—2003 Cannes Film Festival — Prix Un certain regard                                                            |
| 2004 | Les Européens                               | Да       |           | Сегмент: Jane by the Sea                                                                                                |
| 2004 | Faux tableaux dans vrais paysages islandais | Да       |           | Документальный фильм |
| 2005 | Le Secret                                   | Да       |           | Документальный фильм |
| 2006 | Manon, Montreuil-sous-Bois, France          | Да       |           | Документальный фильм |
| 2006 | Didda, Reykyavik, Islande                   | Да       |           | Документальный фильм |
| 2008 | Skrapp út (fr)                              | Да       | Да        | Locarno International Film Festival — Variety Piazza Grande Award                                                       |
| 2009 | Christine                                   | Да       | Да        | Документальный короткометражный                                                                                         |
| 2010 | The Rebel, Louise Michel                    | Да       | Да        | Телефильм |
| 2010 | Anne et les tremblements                    | Да       | Да        | Короткометражный фильм                                                                                                  |
| 2012 | Queen of Montreuil                          | Да       | Да        | Reykjavík International Film Festival — Audience Award 69th Venice International Film Festival — Lina Mangiacapre Award |
| 2013 | Lulu femme nue                              | Да       | Да        | Nominated—César Award for Best Adaptation                                                                               |
| 2016 | L’Effet aquatique                           | Да       | Да        | Cannes Film Festival — SACD Award (Directors' Fortnight) César Award for Best Original Screenplay                       |